# Nordische Junioren-Skiweltmeisterschaften 2019
Die 42. Nordischen Junioren-Skiweltmeisterschaften und die in diesem Rahmen ausgetragenen 14. U23-Langlauf-Weltmeisterschaften fanden vom 20. bis zum 27. Januar 2019 in Lahti statt. Die Wettbewerbe im Skispringen wurden auf der Salpausselkä-Schanze (K100) ausgetragen.

## Medaillenspiegel

### Medaillenspiegel U23
| Platz  | Land        |   |   |   |    |
| ------ | ----------- | - | - | - | -- |
| 1      | Russland    | 3 | 3 | 3 | 9  |
| 2      | Norwegen    | 1 | 1 | 2 | 4  |
| 3      | Schweden    | 1 | 0 | 0 | 1  |
| 3      | Frankreich  | 1 | 0 | 0 | 1  |
| 5      | Tschechien  | 0 | 1 | 0 | 1  |
| 5      | Finnland    | 0 | 1 | 0 | 1  |
| 7      | Deutschland | 0 | 0 | 1 | 1  |
| Gesamt | Gesamt      | 6 | 6 | 6 | 18 |

### Medaillenspiegel Junioren
| Platz  | Land               |    |    |    |    |
| ------ | ------------------ | -- | -- | -- | -- |
| 1      | Russland           | 4  | 4  | 0  | 8  |
| 2      | Norwegen           | 3  | 8  | 4  | 15 |
| 3      | Deutschland        | 3  | 3  | 2  | 7  |
| 4      | Schweden           | 2  | 0  | 1  | 3  |
| 5      | Österreich         | 1  | 1  | 2  | 4  |
| 6      | Japan              | 1  | 0  | 1  | 2  |
| 6      | Italien            | 1  | 0  | 1  | 2  |
| 8      | Frankreich         | 1  | 0  | 0  | 1  |
| 8      | Vereinigte Staaten | 1  | 0  | 0  | 1  |
| 10     | Polen              | 0  | 1  | 0  | 1  |
| 11     | Finnland           | 0  | 0  | 3  | 3  |
| 12     | Kasachstan         | 0  | 0  | 1  | 1  |
| 12     | Slowenien          | 0  | 0  | 1  | 1  |
| 12     | Schweiz            | 0  | 0  | 1  | 1  |
| Gesamt | Gesamt             | 17 | 17 | 17 | 51 |

## Skilanglauf U23 Männer

### Sprint klassisch
| Platz | Sportler          | Land        |
| ----- | ----------------- | ----------- |
| 1     | Erik Valnes       | Norwegen    |
| 2     | Sergei Ardaschew  | Russland    |
| 3     | Joachim Aurland   | Norwegen    |
| 4     | Iwan Jakimuschkin | Russland    |
| 5     | Sivert Wiig       | Norwegen    |
| 6     | Marcus Grate      | Schweden    |
| 7     | Janez Lampič      | Slowenien   |
| 8     | Michal Novák      | Tschechien  |
| 9     | Andrei Sobakarew  | Russland    |
| 10    | Janosch Brugger   | Deutschland |

Datum: 21. Januar 2019

Es waren 71 Teilnehmer am Start.

Weitere Teilnehmer aus deutschsprachigen Ländern:

 Richard Leupold: 12. Platz

 Benjamin Moser: 23. Platz

 Philipp Leodolter: 35. Platz

 Beda Klee: 38. Platz

 Albert Kuchler: 42. Platz

 Michael Biedermann: 59. Platz

### 15 km Freistil
| Platz | Sportler                | Land       | Zeit        |
| ----- | ----------------------- | ---------- | ----------- |
| 1     | Jules Lapierre          | Frankreich | 34:02,8 min |
| 2     | Michal Novák            | Tschechien | 34:32,6 min |
| 3     | Iwan Jakimuschkin       | Russland   | 34:32,8 min |
| 4     | Kirill Kiliwnjuk        | Russland   | 34:36,0 min |
| 5     | Tom Mancini             | Frankreich | 34:50,7 min |
| 6     | Harald Østberg Amundsen | Norwegen   | 34:53,2 min |
| 7     | Arnaud Chautemps        | Frankreich | 34:57,7 min |
| 8     | Jan Thomas Jenssen      | Norwegen   | 34:58,7 min |
| 9     | Irineu Esteve Altimiras | Andorra    | 35:02,7 min |
| 10    | Anton Timaschow         | Russland   | 35:05,0 min |

Datum: 23. Januar 2019

Es waren 79 Teilnehmer am Start.

Weitere Teilnehmer aus deutschsprachigen Ländern:

 Janosch Brugger: 11. Platz

 Beda Klee: 25. Platz

 Albert Kuchler: 31. Platz

 Philipp Leodolter: 32. Platz

 Marino Capelli: 34. Platz

 Dajan Danuser: 45. Platz

 Benjamin Moser: 61. Platz

 Fredrik Mühlbacher: 65. Platz

 Michael Biedermann: 68. Platz

### 30 km klassisch Massenstart
| Platz | Sportler                  | Land       | Zeit        |
| ----- | ------------------------- | ---------- | ----------- |
| 1     | Andrei Sobakarew          | Russland   | 1:17:19,1 h |
| 2     | Iwan Kirillow             | Russland   | 1:17:22,6 h |
| 3     | Iwan Jakimuschkin         | Russland   | 1:17:24,0 h |
| 4     | Anton Timaschow           | Russland   | 1:17:30,5 h |
| 5     | Naoto Baba                | Japan      | 1:17:31,2 h |
| 6     | Thomas Bucher-Johannessen | Norwegen   | 1:17:37,1 h |
| 7     | Simone Daprà              | Italien    | 1:17:45,2 h |
| 8     | Arnaud Chautemps          | Frankreich | 1:17:45,6 h |
| 9     | Beda Klee                 | Schweiz    | 1:17:46,8 h |
| 10    | Jules Lapierre            | Frankreich | 1:17:47,5 h |

Datum: 25. Januar 2019

Es waren 72 Teilnehmer am Start, von denen 67 in das Ziel kamen.

Weitere Teilnehmer aus deutschsprachigen Ländern:

 Dajan Danuser: 29. Platz

 Marino Capelli: 30. Platz

 Janosch Brugger: 34. Platz

 Philipp Leodolter: 37. Platz

 Albert Kuchler: 51. Platz

 Richard Leupold: 52. Platz

 Benjamin Moser: 54. Platz

 Michael Biedermann: 59. Platz

 Fredrik Mühlbacher: DNF

## Skilanglauf U23 Frauen

### Sprint klassisch
| Platz | Sportler            | Land       |
| ----- | ------------------- | ---------- |
| 1     | Moa Lundgren        | Schweden   |
| 2     | Tiril Udnes Weng    | Norwegen   |
| 3     | Aida Bajasitowa     | Russland   |
| 4     | Nastassja Kirylawa  | Belarus    |
| 5     | Amalie Håkonsen Ous | Norwegen   |
| 6     | Johanna Hagström    | Schweden   |
| 7     | Polina Nekrassowa   | Russland   |
| 8     | Julie Myhre         | Norwegen   |
| 9     | Delphine Claudel    | Frankreich |
| 10    | Tereza Beranová     | Tschechien |

Datum: 21. Januar 2019

Es waren 62 Athletinnen am Start.

Weitere Teilnehmerinnen aus deutschsprachigen Ländern:

 Alina Meier: 14. Platz

 Désirée Steiner: 15. Platz

 Fabiana Wieser: 22. Platz

 Antonia Fräbel: 28. Platz

 Katherine Sauerbrey: 42. Platz

 Jasmin Berchtold: 44. Platz

 Barbara Walchhofer: 45. Platz

 Lisa Achleitner: 47. Platz

### 10 km Freistil
| Platz | Sportler              | Land        | Zeit        |
| ----- | --------------------- | ----------- | ----------- |
| 1     | Marija Istomina       | Russland    | 25:57,3 min |
| 2     | Eveliina Piippo       | Finnland    | 25:59,3 min |
| 3     | Tiril Udnes Weng      | Norwegen    | 26:26,9 min |
| 4     | Katharina Hennig      | Deutschland | 26:34,5 min |
| 5     | Walerija Tjulenewa    | Kasachstan  | 26:35,4 min |
| 6     | Delphine Claudel      | Frankreich  | 26:52,6 min |
| 7     | Anna Scherebjatjewa   | Russland    | 26:59,7 min |
| 8     | Anna Comarella        | Italien     | 27:01,3 min |
| 8     | Jana Kirpitschenko    | Russland    | 27:01,3 min |
| 10    | Marte Mæhlum Johansen | Norwegen    | 27:11,5 min |

Datum: 23. Januar 2019

Es waren 60 Athletinnen am Start.

Weitere Teilnehmerinnen aus deutschsprachigen Ländern:

 Lydia Hiernickel: 13. Platz

 Antonia Fräbel: 33. Platz

 Fabiana Wieser: 38. Platz

 Barbara Walchhofer: 40. Platz

 Celine Mayer: 48. Platz

 Lisa Achleitner: 52. Platz

 Jasmin Berchtold: 53. Platz

### 15 km klassisch Massenstart
| Platz | Sportler              | Land               | Zeit        |
| ----- | --------------------- | ------------------ | ----------- |
| 1     | Anna Scherebjatjewa   | Russland           | 40:31,4 min |
| 2     | Lidija Durkina        | Russland           | 40:54,9 min |
| 3     | Katharina Hennig      | Deutschland        | 41:08,9 min |
| 4     | Jana Kirpitschenko    | Russland           | 41:13,0 min |
| 5     | Marte Mæhlum Johansen | Norwegen           | 41:13,4 min |
| 6     | Johanna Hagström      | Schweden           | 41:47,0 min |
| 7     | Emma Ribom            | Schweden           | 41:50,3 min |
| 8     | Vilma Nissinen        | Finnland           | 41:51,4 min |
| 9     | Delphine Claudel      | Frankreich         | 41:59,0 min |
| 10    | Hailey Swirbul        | Vereinigte Staaten | 41:59,2 min |

Datum: 25. Januar 2019

Es waren 59 Athletinnen am Start, von denen 57 in das Ziel kamen.

Weitere Teilnehmerinnen aus deutschsprachigen Ländern:

 Lydia Hiernickel: 19. Platz

 Katherine Sauerbrey: 24. Platz

 Barbara Walchhofer: 32. Platz

 Celine Mayer: 34. Platz

 Jasmin Berchtold: 38. Platz

 Désirée Steiner: 39. Platz

 Alina Meier: 41. Platz

 Lisa Achleitner: 53. Platz

 Antonia Fräbel: DNF

## Skilanglauf Junioren

### Sprint klassisch
| Platz | Sportler             | Land               |
| ----- | -------------------- | ------------------ |
| 1     | Alexander Terentjew  | Russland           |
| 2     | Ansgar Evensen       | Norwegen           |
| 3     | Håkon Skaanes        | Norwegen           |
| 4     | Jules Chappaz        | Frankreich         |
| 5     | Axel Aflodal         | Schweden           |
| 6     | Aron Åkre Rysstad    | Norwegen           |
| 7     | Miska Poikkimaki     | Finnland           |
| 8     | Ben Ogden            | Vereinigte Staaten |
| 9     | Stefano Dellagiacoma | Italien            |
| 10    | Leo Rantahalvari     | Finnland           |

Datum: 20. Januar 2019

Es waren 101 Teilnehmer am Start.

Weitere Teilnehmer aus deutschsprachigen Ländern:

 Cyril Fähndrich: 18. Platz

 Florian Knopf: 19. Platz

 Anian Sossau: 23. Platz

 Florin Grond: 24. Platz

 Damian Toutsch: 30. Platz

 Mika Vermeulen: 34. Platz

 Arnaud Guex: 39. Platz

 Maxim Cervinka: 43. Platz

 Paul Gräf: 48. Platz

 Gotthard Gleirscher: 66. Platz

### 10 km Freistil
| Platz | Sportler               | Land               | Zeit        |
| ----- | ---------------------- | ------------------ | ----------- |
| 1     | Jules Chappaz          | Frankreich         | 22:34,9 min |
| 2     | Alexander Terentjew    | Russland           | 22:55,9 min |
| 3     | Iver Tildheim Andersen | Norwegen           | 23:02,1 min |
| 4     | Andrei Kusnezow        | Russland           | 23:16,1 min |
| 5     | Friedrich Moch         | Deutschland        | 23:16,2 min |
| 6     | Gus Schumacher         | Vereinigte Staaten | 23:19,3 min |
| 7     | Petteri Koivisto       | Finnland           | 23:24,5 min |
| 8     | Mika Vermeulen         | Österreich         | 23:26,0 min |
| 9     | Davide Graz            | Italien            | 23:28,6 min |
| 10    | William Poromaa        | Schweden           | 23:29,8 min |

Datum: 22. Januar 2019

Es waren 102 Teilnehmer am Start.

Weitere Teilnehmer aus deutschsprachigen Ländern:

 Nicola Wigger: 29. Platz

 Anian Sossau: 33. Platz

 Jakob Milz: 38. Platz

 Arnaud Guex: 42. Platz

 Gotthard Gleirscher: 48. Platz

 Florin Grond: 66. Platz

### 30 km klassisch Massenstart
| Platz | Sportler         | Land               | Zeit        |
| ----- | ---------------- | ------------------ | ----------- |
| 1     | Luca Del Fabbro  | Italien            | 1:15:16,7 h |
| 2     | Håvard Moseby    | Norwegen           | 1:15:17,1 h |
| 3     | Cyril Fähndrich  | Schweiz            | 1:15:17,2 h |
| 4     | Gus Schumacher   | Vereinigte Staaten | 1:15:17,4 h |
| 5     | Miska Poikkimaki | Finnland           | 1:15:22,7 h |
| 6     | Andrei Kusnezow  | Russland           | 1:15:22,8 h |
| 7     | Rémi Drolet      | Kanada             | 1:15:23,1 h |
| 8     | Florian Knopf    | Deutschland        | 1:15:23,2 h |
| 9     | William Poromaa  | Schweden           | 1:15:24,6 h |
| 10    | Ben Ogden        | Vereinigte Staaten | 1:15:25,7 h |

Datum: 24. Januar 2019

Es waren 69 Teilnehmer am Start, von denen 64 in das Ziel kamen.

Weitere Teilnehmer aus deutschsprachigen Ländern:

 Friedrich Moch: 18. Platz

 Jakob Milz: 34. Platz

 Mika Vermeulen: 43. Platz

 Damian Toutsch: 45. Platz

 Gotthard Gleirscher: 50. Platz

 Paul Gräf: 55. Platz

### 4 × 5-km-Staffel
| Platz | Sportler                                                              | Land               | Gesamtzeit  |
| ----- | --------------------------------------------------------------------- | ------------------ | ----------- |
| 1     | Luke Jager Ben Ogden John Steel Hagenbuch Gus Schumacher              | Vereinigte Staaten | 45:34,7 min |
| 2     | Jegor Trefilow Andrei Kusnezow Jaroslaw Jegoschin Alexander Terentjew | Russland           | 45:38,5 min |
| 3     | Jakob Milz Florian Knopf Anian Sossau Friedrich Moch                  | Deutschland        | 45:41,0 min |
| 4     | Håkon Skaanes Håvard Moseby Iver Tildheim Andersen Ansgar Evensen     | Norwegen           | 46:01,6 min |
| 5     | Leo Rantahalvari Arsi Ruuskanen Petteri Koivisto Miska Poikkimaki     | Finnland           | 46:05,6 min |
| 6     | Johan Herbert Leo Johansson William Poromaa Axel Aflodal              | Schweden           | 46:16,5 min |
| 7     | Stefano Dellagiacoma Luca Del Fabbro Giovanni Tivco Davide Graz       | Italien            | 46:43,0 min |
| 8     | Jules Chappaz Théo Schely Mathieu Goalabre Vincent Buiatti            | Frankreich         | 46:45,1 min |

Datum: 26. Januar 2019

Es waren 19 Staffeln am Start.

Weitere Staffeln aus deutschsprachigen Ländern:

 Schweiz: 10. Platz

## Skilanglauf Juniorinnen

### Sprint klassisch
| Platz | Sportler                 | Land        |
| ----- | ------------------------ | ----------- |
| 1     | Kristine Stavås Skistad  | Norwegen    |
| 2     | Monika Skinder           | Polen       |
| 3     | Anita Korva              | Finnland    |
| 4     | Linn Svahn               | Schweden    |
| 5     | Frida Karlsson           | Schweden    |
| 6     | Anastassija Falejewa     | Russland    |
| 7     | Tilde Bångman            | Schweden    |
| 8     | Helene Marie Fossesholm  | Norwegen    |
| 9     | Kristin Austgulen Fosnæs | Norwegen    |
| 10    | Anna-Maria Dietze        | Deutschland |

Datum: 20. Januar 2019

Es waren 80 Teilnehmerinnen am Start.

Weitere Teilnehmerinnen aus deutschsprachigen Ländern:

 Aurora Viglino: 19. Platz

 Lisa Lohmann: 26. Platz

 Alexandra Danner: 27. Platz

 Anja Lozza: 33. Platz

 Cindy Kammler: 34. Platz

 Anna Juppe: 35. Platz

 Nadja Kälin: 40. Platz

 Giuliana Werro: 56. Platz

 Katharina Brudermann: 61. Platz

### 5 km Freistil
| Platz | Sportler                | Land       | Zeit        |
| ----- | ----------------------- | ---------- | ----------- |
| 1     | Frida Karlsson          | Schweden   | 12:50,6 min |
| 2     | Helene Marie Fossesholm | Norwegen   | 13:01,7 min |
| 3     | Anita Korva             | Finnland   | 13:10,4 min |
| 4     | Izabela Marcisz         | Polen      | 13:18,0 min |
| 5     | Anna Gruchwina          | Russland   | 13:27,2 min |
| 6     | Flora Dolci             | Frankreich | 13:28,0 min |
| 7     | Tilde Bångman           | Schweden   | 13:29,6 min |
| 8     | Astrid Stav             | Norwegen   | 13:30,7 min |
| 9     | Weronika Stepanowa      | Russland   | 13:33,9 min |
| 10    | Carola Vila Obiols      | Andorra    | 13:34,1 min |

Datum: 22. Januar 2019

Es waren 85 Teilnehmerinnen am Start, von denen 84 in das Ziel kamen.

Weitere Teilnehmerinnen aus deutschsprachigen Ländern:

 Lisa Lohmann: 13. Platz

 Kim Hager: 16. Platz

 Anna-Maria Dietze: 22. Platz

 Anja Lozza: 34. Platz

 Giuliana Werro: 38. Platz

 Anja Weber: 45. Platz

 Aurora Viglino: 47. Platz

 Anna Juppe: 53. Platz

 Katharina Brudermann: 61. Platz

 Nina Riedener: 70. Platz

### 15 km klassisch Massenstart
| Platz | Sportler                | Land               | Zeit        |
| ----- | ----------------------- | ------------------ | ----------- |
| 1     | Frida Karlsson          | Schweden           | 40:45,3 min |
| 2     | Helene Marie Fossesholm | Norwegen           | 41:37,4 min |
| 3     | Anita Korva             | Finnland           | 41:43,4 min |
| 4     | Kendall Kramer          | Vereinigte Staaten | 42:16,0 min |
| 5     | Izabela Marcisz         | Polen              | 42:40,1 min |
| 6     | Kristina Kuskowa        | Russland           | 42:55,0 min |
| 7     | Astrid Stav             | Norwegen           | 43:00,3 min |
| 8     | Vera Johanne Norli      | Norwegen           | 43:01,6 min |
| 9     | Nora Sanness            | Norwegen           | 43:02,0 min |
| 10    | Novie McCabe            | Vereinigte Staaten | 43:04,3 min |

Datum: 24. Januar 2019

Es waren 70 Teilnehmerinnen am Start, von denen 66 in das Ziel kamen.

Weitere Teilnehmerinnen aus deutschsprachigen Ländern:

 Anja Weber: 12. Platz

 Kim Hager: 15. Platz

 Giuliana Werro: 16. Platz

 Cindy Kammler: 22. Platz

 Anja Lozza: 23. Platz

 Alexandra Danner: 26. Platz

 Anna Juppe: 27. Platz

 Jessica Löschke: 30. Platz

 Nadja Kälin: 42. Platz

 Nina Riedener: 47. Platz

 Katharina Brudermann: 54. Platz

### 4 × 3,3-km-Staffel
| Platz | Sportler                                                                             | Land               | Gesamtzeit  |
| ----- | ------------------------------------------------------------------------------------ | ------------------ | ----------- |
| 1     | Kristin Austgulen Fosnæs Astrid Stav Helene Marie Fossesholm Kristine Stavås Skistad | Norwegen           | 35:24,7 min |
| 2     | Anastassija Falejewa Kristina Kuskowa Weronika Stepanowa Anna Gruchwina              | Russland           | 35:25,7 min |
| 3     | Louise Lindström Frida Karlsson Tilde Bångman Linn Svahn                             | Schweden           | 35:58,0 min |
| 4     | Mara McCollor Kendall Kramer Sydney Palmer-Leger Novie McCabe                        | Vereinigte Staaten | 36:05,2 min |
| 5     | Weronika Kaleta Monika Skinder Izabela Marcisz Eliza Rucka                           | Polen              | 36:33,1 min |
| 6     | Jessica Löschke Lisa Lohmann Kim Hager Anna-Maria Dietze                             | Deutschland        | 36:57,3 min |
| 7     | Hanna Ray Anita Korva Rebecca Ehrnrooth Hilla Niemelä                                | Finnland           | 37:26,2 min |
| 8     | Anja Weber Giuliana Werro Anja Lozza Aurora Viglino                                  | Schweiz            | 37:30,5 min |

Datum: 26. Januar 2019

Es waren 14 Staffeln am Start.

## Nordische Kombination Junioren

### Gundersen (Normalschanze HS 100/10 km)
| Platz | Sportler             | Land               | Punkte | Gesamtzeit  |
| ----- | -------------------- | ------------------ | ------ | ----------- |
| 1     | Johannes Lamparter   | Österreich         | 129,5  | 28:16,8 min |
| 2     | Julian Schmid        | Deutschland        | 131,7  | 28:29,0 min |
| 3     | Andreas Skoglund     | Norwegen           | 130,5  | 28:48,2 min |
| 4     | Aaron Kostner        | Italien            | 121,7  | 28:52,2 min |
| 5     | Aleksander Skoglund  | Norwegen           | 126,8  | 28:55,9 min |
| 6     | Jens Lurås Oftebro   | Norwegen           | 131,8  | 29:02,1 min |
| 7     | Wendelin Thannheimer | Deutschland        | 129,0  | 29:18,5 min |
| 8     | Kodai Kimura         | Japan              | 117,0  | 29:19,6 min |
| 9     | Jared Shumate        | Vereinigte Staaten | 109,5  | 29:19,7 min |
| 10    | Max Teeling          | Österreich         | 115,4  | 29:49,6 min |

Datum: 27. Januar 2019

Es waren 55 Teilnehmer am Start.

Weitere Teilnehmer aus deutschsprachigen Ländern:

 Marc-Luis Rainer: 14. Platz

 David Mach: 15. Platz

 Florian Dagn: 17. Platz

 Luis Lehnert: 19. Platz

### Gundersen (Normalschanze HS 100/5 km)
| Platz | Sportler           | Land        | Punkte | Gesamtzeit  |
| ----- | ------------------ | ----------- | ------ | ----------- |
| 1     | Julian Schmid      | Deutschland | 118,3  | 13:43,0 min |
| 2     | Johannes Lamparter | Österreich  | 118,7  | 13:48,3 min |
| 3     | Jens Lurås Oftebro | Norwegen    | 118,9  | 13:56,5 min |
| 4     | Vid Vrhovnik       | Slowenien   | 113,0  | 14:08,4 min |
| 5     | Andreas Skoglund   | Norwegen    | 109,9  | 14:30,5 min |
| 6     | Aaron Kostner      | Italien     | 101,6  | 14:30,8 min |
| 7     | Simen Kvarstad     | Norwegen    | 117,5  | 14:30,9 min |
| 8     | Otto Niittykoski   | Finnland    | 112,5  | 14:32,8 min |
| 9     | Kasper Moen Flatla | Norwegen    | 106,4  | 14:33,6 min |
| 10    | Dominik Terzer     | Österreich  | 115,1  | 14:34,1 min |

Datum: 23. Januar 2019

Es waren 56 Teilnehmer am Start.

Weitere Teilnehmer aus deutschsprachigen Ländern:

 Florian Dagn: 11. Platz

 Max Teeling: 12. Platz

 Luis Lehnert: 15. Platz

 Simon Hüttel: 22. Platz

 David Mach: 32. Platz

### Mannschaft (Normalschanze HS 100/4 × 5 km)
| Platz | Sportler                                                                   | Land        | Punkte | Gesamtzeit  |
| ----- | -------------------------------------------------------------------------- | ----------- | ------ | ----------- |
| 1     | Luis Lehnert Simon Hüttel David Mach Julian Schmid                         | Deutschland | 460,7  | 53:16,4 min |
| 2     | Aleksander Skoglund Kasper Moen Flatla Jens Lurås Oftebro Andreas Skoglund | Norwegen    | 451,0  | 53:30,7 min |
| 3     | Florian Dagn Max Teeling Johannes Lamparter Marc-Luis Rainer               | Österreich  | 442,2  | 53:38,9 min |
| 4     | Theo Rochat Edgar Vallet Maël Tyrode Mattéo Baud                           | Frankreich  | 386,0  | 53:42,4 min |
| 5     | Rok Jelen Gašper Brecl Ožbej Jelen Vid Vrhovnik                            | Slowenien   | 407,0  | 53:48,5 min |
| 6     | Sora Yachi Sakutarō Kobayashi Daimatsu Takehana Kodai Kimura               | Japan       | 421,9  | 54:07,0 min |

Datum: 25. Januar 2019

## Nordische Kombination Juniorinnen

### Gundersen (Normalschanze HS 100/5 km)
| Platz | Sportler                 | Land        | Punkte | Gesamtzeit  |
| ----- | ------------------------ | ----------- | ------ | ----------- |
| 1     | Ayane Miyazaki           | Japan       | 102,1  | 17:43,8 min |
| 2     | Gyda Westvold Hansen     | Norwegen    | 104,4  | 17:47,4 min |
| 3     | Anju Nakamura            | Japan       | 82,2   | 18:02,3 min |
| 4     | Maria Gerboth            | Deutschland | 98,4   | 18:06,8 min |
| 5     | Lisa Hirner              | Österreich  | 107,5  | 19:07,4 min |
| 6     | Daniela Dejori           | Italien     | 83,6   | 19:12,5 min |
| 7     | Ema Volavšek             | Slowenien   | 90,7   | 19:12,7 min |
| 8     | Anna Jäkle               | Deutschland | 89,4   | 19:13,1 min |
| 9     | Jenny Nowak              | Deutschland | 98,1   | 19:26,3 min |
| 10    | Anastassija Gontscharowa | Russland    | 69,2   | 19:31,2 min |

Datum: 23. Januar 2019

Es waren 32 Teilnehmerinnen am Start.

Weitere Teilnehmerinnen aus deutschsprachigen Ländern:

 Sophia Maurus: 22. Platz

 Annalena Slamik: 23. Platz

## Skispringen Junioren

### Normalschanze
| Platz | Sportler             | Land        | Weite 1 | Weite 2 | Punkte |
| ----- | -------------------- | ----------- | ------- | ------- | ------ |
| 1     | Thomas Aasen Markeng | Norwegen    | 97,0 m  | 97,0 m  | 252,1  |
| 2     | Luca Roth            | Deutschland | 95,0 m  | 97,5 m  | 250,8  |
| 3     | Sergei Tkatschenko   | Kasachstan  | 96,5 m  | 94,5 m  | 248,9  |
| 4     | Constantin Schmid    | Deutschland | 94,5 m  | 96,0 m  | 248,3  |
| 5     | Žak Mogel            | Slowenien   | 95,5 m  | 95,0 m  | 244,7  |
| 6     | Paweł Wąsek          | Polen       | 95,0 m  | 93,0 m  | 239,3  |
| 7     | Maximilian Lienher   | Österreich  | 93,0 m  | 93,5 m  | 235,2  |
| 8     | Jernej Presečnik     | Slowenien   | 91,5 m  | 93,5 m  | 234,4  |
| 9     | Artti Aigro          | Estland     | 92,5 m  | 93,0 m  | 231,6  |
| 10    | Yūken Iwasa          | Japan       | 93,5 m  | 91,0 m  | 230,1  |

Datum: 24. Januar 2019

Es waren 66 Teilnehmer am Start, von denen zwei disqualifiziert wurden.

Weitere Teilnehmer aus deutschsprachigen Ländern:

 Dominik Peter: 11. Platz

 Philipp Raimund: 14. Platz

 Julian Wienerroither: 16. Platz

 David Haagen: 17. Platz

 Sandro Hauswirth: 21. Platz

 Claudio Mörth: 22. Platz

 Kilian Märkl: 29. Platz

 Olan Lacroix: 39. Platz

 Lars Kindlimann: 41. Platz

### Mannschaftsspringen Normalschanze
| Platz | Sportler                                                                      | Land        | Weite 1                     | Weite 2                     | Punkte |
| ----- | ----------------------------------------------------------------------------- | ----------- | --------------------------- | --------------------------- | ------ |
| 1     | Luca Roth Kilian Märkl Philipp Raimund Constantin Schmid                      | Deutschland | 95,0 m 89,0 m 93,5 m 94,0 m | 94,5 m 81,5 m 91,0 m 94,5 m | 979,7  |
| 2     | Fredrik Villumstad Anders Ladehaug Sander Vossan Eriksen Thomas Aasen Markeng | Norwegen    | 91,0 m 91,5 m 90,0 m 94,0 m | 95,5 m 89,5 m 90,5 m 90,0 m | 976,6  |
| 3     | Aljaž Osterc Jan Bombek Jernej Presečnik Žak Mogel                            | Slowenien   | 88,5 m 90,0 m 86,5 m 90,0 m | 93,0 m 87,0 m 90,5 m 91,5 m | 952,6  |
| 4     | Tatsunao Kobayashi Ren Nikaidō Kaito Nishimori Yūken Iwasa                    | Japan       | 91,0 m 89,5 m 86,5 m 91,0 m | 84,5 m 86,0 m 85,0 m 92,5 m | 908,8  |
| 5     | David Haagen Claudio Mörth Stefan Rainer Maximilian Lienher                   | Österreich  | 90,0 m 89,5 m 85,5 m        | 90,5 m 87,0 m 81,0 m 89,5 m | 906,6  |
| 6     | Tomasz Pilch Kacper Juroszek Adam Niżnik Paweł Wąsek                          | Polen       | 89,0 m 88,0 m 83,0 m 92,0 m | 86,5 m 82,5 m 84,0 m 92,5 m | 882,3  |

Datum: 26. Januar 2019

Es waren 14 Teams am Start.

Weitere Teams aus deutschsprachigen Ländern:

 Schweiz: 9. Platz

## Skispringen Juniorinnen

### Normalschanze
| Platz | Sportler            | Land       | Weite 1 | Weite 2 | Punkte |
| ----- | ------------------- | ---------- | ------- | ------- | ------ |
| 1     | Anna Schpynjowa     | Russland   | 89,5 m  | 94,0 m  | 253,1  |
| 2     | Lidija Jakowlewa    | Russland   | 92,5 m  | 95,0 m  | 252,4  |
| 3     | Lara Malsiner       | Italien    | 92,5 m  | 95,5 m  | 249,9  |
| 4     | Silje Opseth        | Norwegen   | 90,5 m  | 91,5 m  | 246,5  |
| 5     | Lucile Morat        | Frankreich | 87,5 m  | 92,0 m  | 243,1  |
| 6     | Jerneja Brecl       | Slowenien  | 89,0 m  | 91,5 m  | 242,8  |
| 7     | Shihori Ōi          | Japan      | 88,5 m  | 90,0 m  | 239,3  |
| 8     | Alexandra Baranzewa | Russland   | 89,0 m  | 89,5 m  | 237,7  |
| 9     | Joséphine Pagnier   | Frankreich | 87,5 m  | 84,0 m  | 225,3  |
| 10    | Lisa Eder           | Österreich | 86,0 m  | 87,5 m  | 224,4  |

Datum: 24. Januar 2019

Es waren 54 Teilnehmerinnen am Start.

Weitere Teilnehmer aus deutschsprachigen Ländern:

 Marita Kramer: 11. Platz

 Lisa Hirner: 13. Platz

 Agnes Reisch: 16. Platz

 Josephin Laue: 18. Platz

 Claudia Purker: 22. Platz

 Alina Ihle: 34. Platz

 Selina Freitag: Disqualifiziert

### Mannschaftsspringen Normalschanze
| Platz | Sportler                                                              | Land        | Weite 1                     | Weite 2                     | Punkte |
| ----- | --------------------------------------------------------------------- | ----------- | --------------------------- | --------------------------- | ------ |
| 1     | Marija Jakowlewa Alexandra Baranzewa Anna Schpynjowa Lidija Jakowlewa | Russland    | 87,0 m 87,5 m 88,5 m 95,0 m | 84,0 m 85,5 m 92,0 m 93,0 m | 912,2  |
| 2     | Jenny Nowak Josephin Laue Selina Freitag Agnes Reisch                 | Deutschland | 88,5 m 83,0 m 84,0 m 87,0 m | 85,5 m 84,5 m 88,5 m 88,0 m | 845,4  |
| 3     | Marita Kramer Lisa Hirner Claudia Purker Lisa Eder                    | Österreich  | 86,0 m 82,0 m 88,0 m        | 89,0 m 83,5 m 82,0 m 85,5 m | 831,6  |
| 4     | Rio Seto Ren Mikase Ayaka Igarashi Shihori Ōi                         | Japan       | 83,5 m 80,5 m 83,5 m 86,0 m | 87,5 m 86,0 m 86,5 m 90,0 m | 830,3  |
| 5     | Pia Mazi Jerneja Repinc Zupančič Katra Komar Jerneja Brecl            | Slowenien   | 80,0 m 83,5 m 87,0 m        | 78,0 m 82,0 m 89,0 m 92,0 m | 803,7  |
| 6     | Joséphine Pagnier Léna Brocard Marine Bressand Lucile Morat           | Frankreich  | 87,0 m 75,5 m 71,0 m 90,0 m | 86,5 m 76,0 m 74,5 m 88,5 m | 751,7  |

Datum: 26. Januar 2019

## Mixed-Teamspringen Normalschanze
| Platz | Sportler                                                                      | Land        | Weite 1                     | Weite 2                     | Punkte |
| ----- | ----------------------------------------------------------------------------- | ----------- | --------------------------- | --------------------------- | ------ |
| 1     | Anna Schpynjowa Michail Purtow Lidija Jakowlewa Maxim Sergejew                | Russland    | 95,0 m 88,0 m 97,5 m 88,5 m | 95,0 m 90,0 m 94,5 m 88,5 m | 984,4  |
| 2     | Ingebjørg Saglien Bråten Fredrik Villumstad Silje Opseth Thomas Aasen Markeng | Norwegen    | 85,0 m 90,5 m 94,0 m 96,0 m | 87,0 m 98,0 m 92,5 m 93,0 m | 979,6  |
| 3     | Agnes Reisch Luca Roth Selina Freitag Constantin Schmid                       | Deutschland | 92,5 m 86,5 m 93,5 m        | 90,5 m 95,5 m 85,5 m 93,5 m | 964,8  |
| 4     | Lisa Eder David Haagen Marita Kramer Maximilian Lienher                       | Österreich  | 91,0 m 89,0 m 91,0 m        | 89,0 m 92,0 m 88,5 m 89,0 m | 945,1  |
| 5     | Katra Komar Aljaž Osterc Jerneja Brecl Žak Mogel                              | Slowenien   | 88,0 m 88,5 m 92,5 m 90,5 m | 84,5 m 92,5 m 91,0 m 94,0 m | 944,4  |
| 6     | Joséphine Pagnier Mathis Contamine Lucile Morat Jonathan Learoyd              | Frankreich  | 90,0 m 87,5 m 92,0 m 90,5 m | 89,5 m 91,5 m               | 943,1  |

Datum: 27. Januar 2019

Es waren 13 Teams am Start.